# الحفيظية
الحفيظية انقلاب حدث في المغرب بين عامي 1907 و 1908 استولى فيه عبد الحفيظ على السلطة من شقيقه عبد العزيز. بدأ عبد الحفيظ حركته في مراكش عقب مؤتمر الجزيرة الخضراء، والاحتلال الفرنسي لوجدة والدار البيضاء، وبعدما كسب دعم قادة الأمازيغ في الجنوب. أيد علماء فاس عبد الحفيظ فقط بـبيعة مشروطة لم يسبق لها مثيل، أو بعهد الولاء.